# Geier (Fleimstaler Alpen)
Der Geier oder Geiersberg (italienisch Monte Alto oder Monte di Salorno) ist ein 1084 m hoher Berg in den Fleimstaler Alpen.

## Lage und Umgebung
Der Geier befindet sich im äußersten Süden Südtirols (Italien) südwestlich vom Salurner Ortszentrum an der Grenze zum Trentino. Zusammen mit dem gegenüberliegenden Fennberg formt er den Salurner Klause genannten Abschnitt des Etschtals, der sowohl die Südtiroler Landesgrenze als auch die deutsch-italienische Sprachgrenze darstellt. An seinen nördlichen und westlichen Seiten fällt der Geier zum Etschtal hin mit steilen Flanken ab. Auf einem nordöstlich vorgelagerten Kalksteinfelsen befindet sich die Haderburg. Im Osten wird er durch das bei Salurn ins Unterland mündende Steinhausertal begrenzt. Gegen Süden geht der Berg über den 946 m hohen Saúch-Sattel sanft in den wenig markanten Bergzug über, der das Etschtal vom Cembratal trennt.
Die Grenze zwischen Südtirol und dem Trentino verläuft grob in West-Ost-Richtung genau über den höchsten Punkt des Geiers. Die Südtiroler Hälfte, die zur Gemeinde Salurn gehört und durch Forstwege erschlossen ist, befindet sich im Naturpark Trudner Horn, die Trentiner Seite liegt größtenteils im Gemeindegebiet von Giovo.

## Name
Der Berg scheint bereits im 1774 veröffentlichten Atlas Tyrolensis als Geyer B. auf. Seinen Namen verdankt er wohl – wie es häufig bei gleichnamigen Bergen der Fall ist – dem Umstand, dass sich an seinen Felsflanken Horste von Raubvögeln befanden.